# San Luis Río Colorado
San Luis Río Colorado là một đô thị thuộc bang Sonora, México. Năm 2005, dân số của đô thị này là 157076 người.